# American Recordings
American Recordings, początkowo Def American – amerykańska wytwórnia płytowa założona przez Ricka Rubina w 1989 roku, po rozstaniu się ze wspólnikiem z wytwórni Def Jam, Russellem Simmonsem. W 1993 r. nazwę wytwórni zmieniono na obecną.
Największymi sukcesami wytwórni były wydawnictwa takich artystów, jak Slayer, The Black Crowes, Danzig, Johnny Cash czy System of a Down.